# アレクサンダー・ゴットリープ・バウムガルテン
アレクサンダー・ゴットリープ・バウムガルテン（独: Alexander Gottlieb Baumgarten、1714年7月17日 - 1762年5月26日）は、神聖ローマ帝国・プロイセン王国出身の思想家。ライプニッツからの伝統を受け継ぎ、「美学」の創始者として知られる。

## 生涯
1714年にベルリンで生まれた。兄に神学者のジークムント・ヤーコプ・バウムガルテン（1706年 – 1757年）がいる。1737年、ハレ大学員外教授。1740年、フランクフルト・アン・デル・オーデル大学教授。
1762年にフランクフルト・アン・デル・オーデルで死去した。

## 思想
ゴットフリート・ライプニッツとクリスティアン・ヴォルフの影響を受けた。

### 「美学」の創設
バウムガルテンは1735年に提出した論文『詩に関する若干の事柄についての哲学的省察』において、次のように「美学」を定義した。
可知的なもの（νοητα、noēta）、すなわち上位能力によって認識されるものは論理学の対象であり、可感的なもの（αισθητα、aisthēta）は感性の学（aesthetica）としての美学の対象である。
つまりバウムガルテンが提唱した「美学」とは、論理学が従来範疇としてこなかった下位認識能力を扱う学である。簡単にいえば、知性ではなく、感性を扱う学である。この定義に従えれば、バウムガルテンが提唱したのは「美学」ではなく「感性学」と言うべきである。しかし、1757年に発表した『形而上学』において、バウムガルテン自身がaestheticaの訳語に「美しいものの学（die Wissenschaft des Schönen）」を充てている。したがって「美学」という訳語は、美学の提唱時の意味は失われているものの、バウムガルテンの意図は汲まれているといえる。

## 影響

### カント美学への影響
イマヌエル・カントはバウムガルテンに賛嘆の念を抱き、自身の講義でバウムガルテンの『形而上学』を教科書として使っていた。だがカントは『判断力批判』の中で、美学は快不快の感情に基づくとした。

## 著作

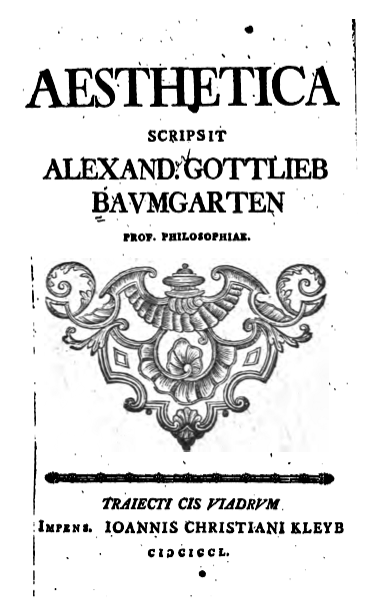
1750年の『美学』の表紙

- 『詩に関する若干の事柄についての哲学的省察』（Dispulationes de nonnullis ad poema pertinentibus、1735年）[2]
- Metaphysica（1739年初版、1779年第7版）[2]
- 『美学』（Aesthetica、1750年）
  - 『美学』（松尾大訳、玉川大学出版部、1987年）、オンデマンド版2010年
    - 改訂版『美学』（講談社学術文庫、2016年）、Amazon Kindle版も刊
- Ethica philosophica（1751年初版、1763年第2版）[2]
- Initia philosophiae practicae primae（1760年）[2]
- Ius naturae（1765年） - 死後、学生の手により出版[2]
- Philosophia generalis（1770年） - 死後、学生の手により出版[2]

## 関連図書
- Georg von Hertling (1875). "Baumgarten, Alexander Gottlieb". Allgemeine Deutsche Biographie (ドイツ語). Vol. 2. Leipzig: Duncker & Humblot. pp. 158–159.
- Wood, James, ed. (1907). "Baumgarten, Alexander Gottlieb" . The Nuttall Encyclopædia (英語). London and New York: Frederick Warne.